# Campionati del mondo di ciclocross 2012 - Gara maschile Junior
La trentatreesima edizione della gara maschile Junior dei Campionati del mondo di ciclocross 2012 si svolse il 28 gennaio 2012 con partenza ed arrivo da Koksijde in Belgio, su un percorso totale di 17,72 km. La vittoria fu appannaggio dell'olandese Mathieu van der Poel, il quale terminò la gara in 43'36", precedendo il belga Wout Van Aert e il francese Quentin Jauregui terzo.
I corridori che presero il via furono 57, mentre coloro che completarono la gara furono 44.

## Squadre partecipanti
| N. atleti | Cod. | Squadra       |
| --------- | ---- | ------------- |
| 5         | BEL  | Belgio        |
| 2         | CAN  | Canada        |
| 3         | CZE  | Cechia        |
| 5         | FRA  | Francia       |
| 5         | GER  | Germania      |
| 1         | GBR  | Gran Bretagna |
| 5         | ITA  | Italia        |
| 3         | JPN  | Giappone      |
| 1         | LTU  | Lituania      |

| N. atleti | Cod. | Squadra     |
| --------- | ---- | ----------- |
| 1         | LUX  | Lussemburgo |
| 6         | NLD  | Paesi Bassi |
| 5         | POL  | Polonia     |
| 2         | SVK  | Slovacchia  |
| 3         | ESP  | Spagna      |
| 2         | SWE  | Svezia      |
| 3         | SUI  | Svizzera    |
| 5         | USA  | Stati Uniti |

## Ordine d'arrivo (Top 10)
| Pos. | Corridore            | Squadra     | Tempo   |
| ---- | -------------------- | ----------- | ------- |
| 1    | Mathieu van der Poel | Paesi Bassi | 43'36"  |
| 2    | Wout Van Aert        | Belgio      | a 8"    |
| 3    | Quentin Jauregui     | Francia     | a 21"   |
| 4    | Quinten Hermans      | Belgio      | s.t.    |
| 5    | Daan Soete           | Belgio      | s.t.    |
| 6    | Yorben Van Tichelt   | Belgio      | a 48"   |
| 7    | Silvio Herklotz      | Germania    | a 1'00" |
| 8    | Daan Hoeyberghs      | Belgio      | a 1'25" |
| 9    | Romain Seigle        | Francia     | a 1'32" |
| 10   | Victor Koretzky      | Francia     | a 2'11" |